# 新埔劉家祠
24°49′38″N 121°04′30″E / 24.827151°N 121.075138°E
新埔劉家祠，位於臺灣新竹縣新埔鎮新生里，同治三年（1864年）建立，今列縣定古蹟。

## 由來

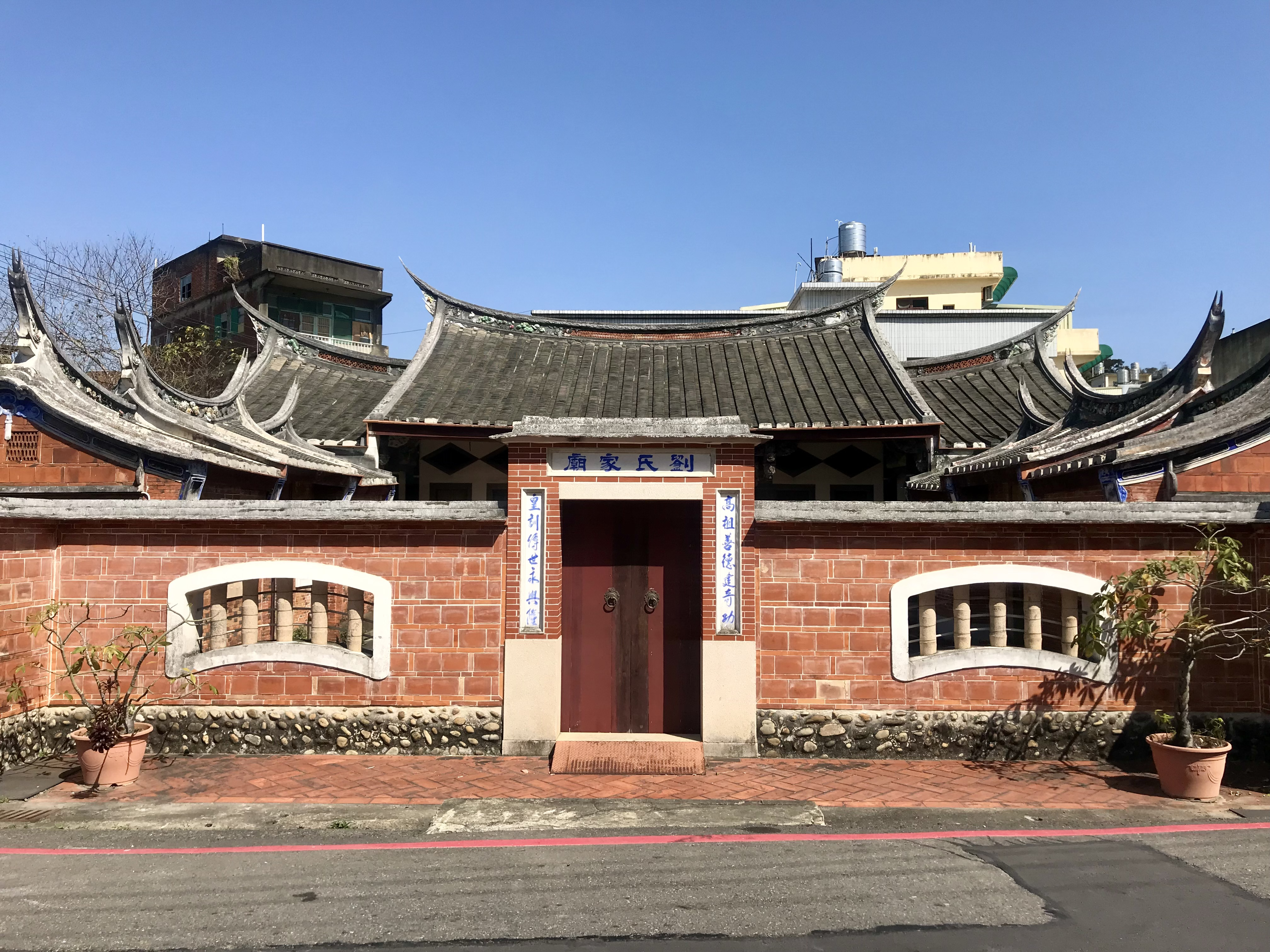
祠外

漢族開闢新埔的歷史可追溯雍正三年（1725年），來自廣東省惠州府陸豐縣的劉延章、莊韜文、徐玉生等人到吧哩嘓開墾。乾隆中葉以降，隨著竹塹社因頭前溪氾濫從竹北陸續進入新埔與關西，加上閩客械鬥，當地族群分區現象愈為嚴重，因此同籍同姓形成團體來自保。像新埔的劉姓以劉榮公嘗、劉丁子嘗、垂裕嘗等藉同籍同宗組成的祭祀團體，反映移墾初期時客家移民在求生存以祖先名義而團結，為早期臺灣移民社會的典型之一。
同治三年（1864年），祖籍為廣東省潮州府饒平縣饒洋鎮石井村劉谷祥派下第十五世劉潮源和第十七世劉世和倡議劉姓鄉親共建一座宗祠，獲大旱坑庄劉廷璋、新芎田劉家玩、新埔街劉松茂與劉萬湧等分成五股出資響應。至於新埔上枋寮的劉姓家族則因祖訓規定，不在新埔上枋寮劉宅外另立祖牌奉祀。共同建立的新埔劉家祠由新埔街劉榮光捐地，劉世和主持工程，兩年後落成。同在和平街的宗祠則還有新埔張氏家廟、新埔朱氏家廟。

## 建築
劉家祠有「匾額多」、「燕尾多」及「功名多」的美譽。正身為五開間，為標準的三合院建築，側橫屋均設有廊廳。步口廊木構架的瓜筒、通隨及出簷斗拱等，以吊筒的蓮花雕刻及倒趴獅豎材具有匠意。牆體部分則以土埆牆為主，僅正面部分以磚疊砌，其中橫屋之牆面間以黑磚、橫屋之山牆面則為斗子砌牆。從1983年核定為三級古蹟後，新竹縣政府在外牆修鐫一塊大理石碑作為說明。屋頂部以黑色板瓦疊砌，橫屋之屋脊翹鵝與馬背〈棟頭〉並存，為古蹟特色之一。
家廟內正中掛有「本支百世」匾為同治年間劉明燈所題，旁近另有「文魁」、「恩元」、「明經」等牌匾。牌位主要有劉邦祖父豐公及歷代祖先神位。寫有「世和公長生祿位」的牌位，為落成之時眾人為感謝劉世和所放置。
2000年8月6日，新竹縣立文化中心出版《新竹縣古蹟圖文集》就收錄新埔劉家祠、新埔上枋寮劉宅、新埔褒忠亭、采田福地、關西鄭氏祠堂、北埔慈天宮等。

## 維護
新竹縣府自1987年委託劉奕權建築師事務所進行調查研究外，也在1994年委託展開修護計畫及修護工程之設計監造工作。6月3日，縣府民政局的審查會議上，決定請建築師根據審查意見修正後送委員符宏仁確認。但要修護時，卻因地界涉及劉姓鄰居建物，執行出現障礙。作為宗族公產的新埔劉家祠除有劉姓居住外，也出租外人以賺取房租。該年10月6日，住戶劉興宏為在鄰地建屋，雇工拆除古蹟後方相連的過水廳和圍屋。12月，縣府得知新生里的劉家祠遭破壞後，民政局函文給鎮公所和古蹟管理人劉來春，請鎮公所輔導古蹟管理人儘速辦理鑑界，並循法律途徑解決。次年，劉興宏遭高等法院依《文化資產保存法》第五十七條第一項第八款判處罰金新台幣三萬元，成為該法1982年5月施行以來第一件被判決有罪的案例。
1997年6月18日，立委鄭永金、鎮長蔡文正、縣府主秘范義淵、縣議員張幸源前往勘查土牆塌陷、屋內漏水問題。次月30日，劉氏家祠管理人劉來春因見政府未有修復動作，向鎮公所陳情。劉氏家廟管理人見修繕動作遲未進行，自行以石棉瓦、水泥粉飾，導致右側屋簷外觀受損。之後縣府在1999年9月27日到10月27日招標修護工程，五家營造業者投標，於10月28日開標，由慶霖營造公司以三千四百餘萬元得標。12月16日，縣政府民政局禮俗文獻課召開修繕協調會，商討準備工作細節。2000年1月，開工。
原定於2001年4月完工，但2000年底發現屋頂樑柱腐蝕超過預期，在變更設計再重新施工下。2001年7月復工、於2002年5月完工後，又因修復門窗時全採用陰宅尺寸，遭族人認為不妥。且重新鋪瓦作脊，被外界認為太過新穎。2003年3月11日由中原大學符宏仁、薛琴教授、建築師劉奕權等人的協調下，決議只將住人的右廂房部分改以陽宅尺寸。2004年3月12日舉行落成時，已任縣長的鄭永金主持剪綵。